# ریکی پوچ
ریکی پویگ (به کاتالان: Riqui Puig) بازیکن فوتبال اسپانیایی است که هم‌اکنون برای لس آنجلس گلکسی بازی می‌کند.

## بازی در بارسلونا
ریکی پویگ بازی خود را در باشگاه محلی یاباچ تراسا در شهر ماتادیرا آغاز کرد. در سال ۲۰۱۳ سران باشگاه یاباچ تراسا به دلیل استعداد بی‌ حد و اندازه ریکی، به وی اجازه خروج از باشگاه و پبوستن به آکادمی لاماسیا در بارسلون را دادند. پس از پیشرفت وی در آکادمی، سران باشگاه بارسلونا، او را برای حضور در تیم جوانان انتخاب کردند. پویگ در اولین بازی خود برای تیم جوانان بارسلونا در تاریخ ۲۴ فوریه ۲۰۱۸ در مسابقات لالیگا بی مقابل تیم خیمناستیک تاراگونا به عنوان تعویضی مارکوس مک‌گین به میدان آمد. در تاریخ ۱۱ ژوئن ۲۰۱۸ به درخواست مربی وقت بارسلونا ارنستو والورده، جهت بازی برای تیم بارسلونا اصلی دعوت شد. پویگ به همین دلیل قرارداد خود را تا سال ۲۰۲۱ با بارسلونا تمدید کرد. وی اولین بازی خود در لالیگا را در تاریخ ۲۳ ژوئیه ۲۰۱۹ در راکوتن کاپ مقابل چلسی تجربه کرد و عملکرد بسیار عالی ای را از خود نشان داد. بعد از دوره ای برگزار نشدن فوتبال به دلیل بیماری کرونا، وی در دو بازی پیاپی مقابل سلتاویگو و اتلتیکو مادرید در ترکیب اصلی تیم قرار گرفت. قیمت وی پس از حضور پیاپی در ترکیب اصلی بارسلونا برای چند بازی پیاپی و دادن سه پاس گل در بازی‌های حساس برای بارسلونا، به ۲۵ میلیون یورو رسید. همچنین هزینه آزادسازی این بازیکن بزرگ، ۹۵ میلیون یورو می‌باشد. همچنین وی تنها بازیکن جوان لالیگا هست که در یک بازی ۴۹ پاس صحیح از ۵۰ پاس خود میدهد همچنین بهترین بازیکن تیم لس آنجلس گلکسی در لیگ آمریکا است 

## آمار
به روز شده در تا تاریخ ۱۹ July ۲۰۲۰
| باشگاه rowspan=3"\|فصل | لیگ      | لیگ               | لیگ   | کوپا دل ری | کوپا دل ری | لیگ قهرمانان اروپا | لیگ قهرمانان اروپا | دوستانه | دوستانه | مجموع   | مجموع |   |
| باشگاه rowspan=3"\|فصل | رقابت ها | بازی ها           | گل ها | بازی ها    | گل ها      | بازی ها            | گل ها              | بازی ها | گل ها   | بازی ها | گل‌ها  |   |
| ---------------------- | -------- | ----------------- | ----- | ---------- | ---------- | ------------------ | ------------------ | ------- | ------- | ------- | ----- | - |
| بارسلونا بی            | ۱۸–۲۰۱۷  | سگوندا دیویزیون   | 3     | 0          | ۱          | ۱                  | ۱                  | ۱       | ۱       | ۱       | ۳     | ۰ |
| بارسلونا بی            | ۲۰۱۸–۱۹  | سگوندا دیویسین بی | 32    | 0          | —          | —                  | —                  | —       | —       | —       | ۳۲    | ۰ |
| بارسلونا بی            | ۲۰۱۹–۲۰  | سگوندا دیویسین بی | 21    | 2          | —          | —                  | —                  | —       | —       | —       | ۲۱    | ۲ |
| بارسلونا بی            | مجموع    | مجموع             | ۵۶    | ۲          | —          | —                  | —                  | —       | —       | —       | ۵۶    | ۲ |
| بارسلونا               | ۲۰۱۸–۱۹  | لالیگا            | ۳     | ۰          | ۱          | ۰                  | ۰                  | ۰       | ۰       | ۰       | ۳     | ۰ |
| بارسلونا               | ۲۰۱۹–۲۰  | لالیگا            | ۱۱    | ۰          | ۱          | ۰                  | ۰                  | ۰       | ۰       | ۰       | ۱۲    | ۰ |
| بارسلونا               | مجموع    | مجموع             | ۱۴    | ۰          | ۲          | ۰                  | ۰                  | ۰       | ۰       | ۰       | ۱۵    | ۰ |
| کلی                    | کلی      | کلی               | ۶۹    | ۲          | ۲          | ۰                  | ۰                  | ۰       | ۰       | ۰       | ۹۱    | ۲ |

== افتخارات == بهترین بازیکن جوان اسپانیا از ۲۰۲۰ به بعد

### باشگاهی
بارسلونا
- لالیگا اسپانیا ۲۰۱۸–۲۰۱۹
- لیگ قهرمانان جوانان اروپا ۲۰۱۸–۲۰۱۷
- جام حذفی اسپانیا ۲۱–۲۰۲۰